# Gallia Aquitania
La Gallia Aquitania era una provincia romana confinante con le odierne regioni Poitou-Charentes a nord, Limosino a nord-est e Midi-Pirenei a est, oltre che con la Spagna (Aragona, Navarra e Paesi Baschi) a sud. Le coste occidentali sono bagnate dall'Oceano Atlantico (Golfo di Guascogna). L'Aquitania è attraversata da tre fiumi: la Garonna, la Dordogna e dall'Adour. Essa si estende ad ovest sull'Oceano Atlantico per una costa di 250 km, chiamata Costa d'Argento interrotta solamente dal bacino di Arcachon.

## Statuto
La regione divenne provincia romana nel 50 a.C., al termine della conquista della Gallia operata da Gaio Giulio Cesare negli otto anni precedenti. In età imperiale, la provincia fu affidata ad un legatus Augusti pro praetore.
L'Aquitania fu poi divisa da Diocleziano in tre parti: l'Aquitania prima, l'Aquitania seconda e l'Aquitania terza o Novempopulana.

## Storia

### Origini celtiche
Il termine Aquitania ha origine latina e ha diversi etimi supposti. Può significare "paese delle acque"; derivare dalla città romana di Aquæ Tarbellicæ, l'odierna Dax; oppure "paese degli Auscii", popolazione molto vicina ai baschi (euskotarrak), con Auch come capitale. È comunque certa una forte presenza celtica, ed infatti qui formavano una coalizione che i romani chiamavano Aquitani.
Ecco come Cesare, nel celebre incipit del De bello Gallico, descrive la Gallia prima della conquista, e di conseguenza anche l'Aquitania:
(Cesare, De bello Gallico, I, 1.)

### Conquista romana

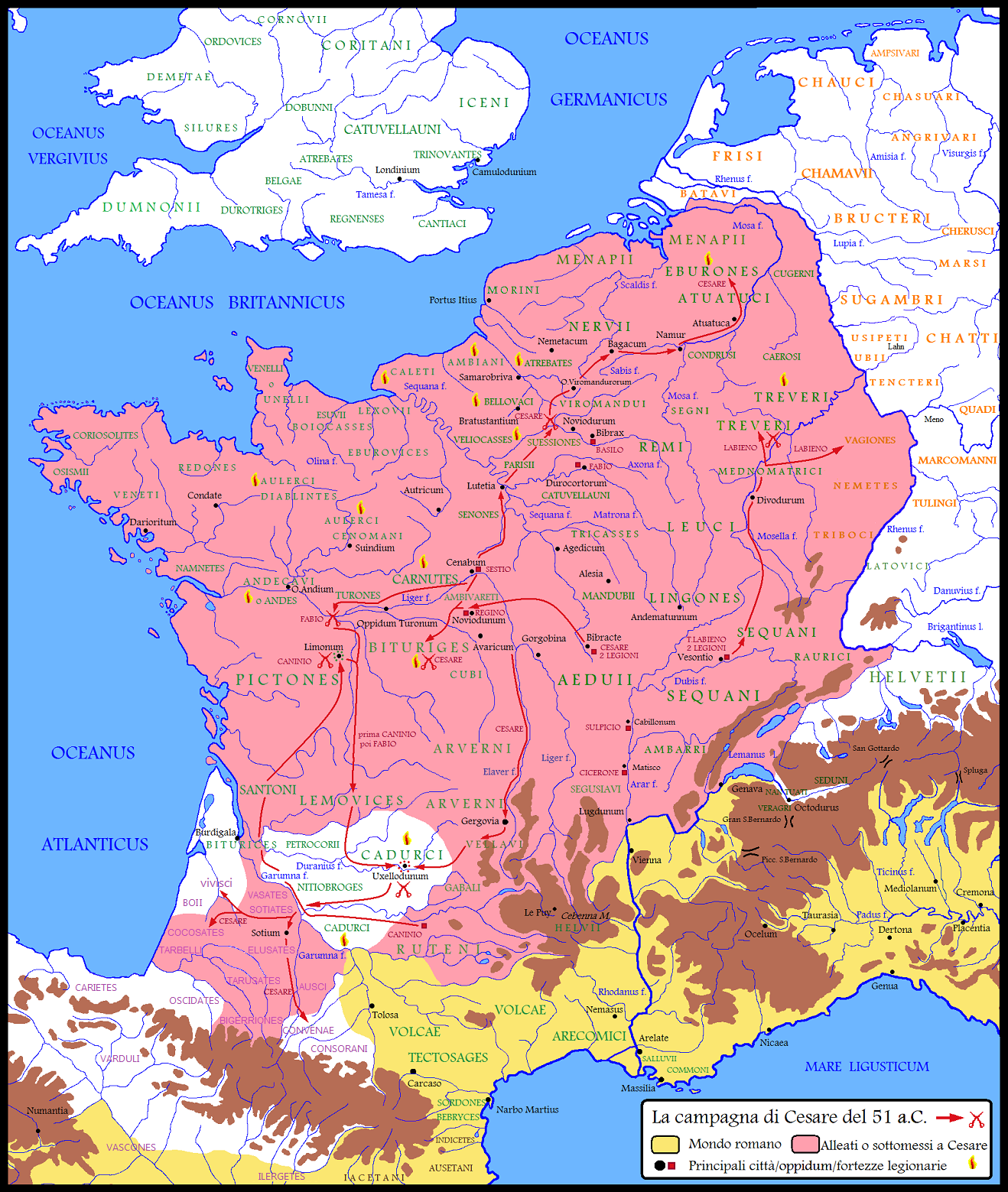
Le campagne di Cesare del 56 a.C. e la sottomissione dell'Aquitania.

Cesare nel corso della conquista della Gallia, nel 56 a.C., incaricò il suo legatus legionis Publio Licinio Crasso di sottomettere i popoli dell'Aquitania, con 12 coorti ed un gran numero di cavalieri (tra la Garonna ed i Pirenei). La descrizione della campagna militare racconta che Crasso riuscì a sottomettere tutte le tribù dell'Aquitania fino ai Pirenei, a cominciare dai Soziati di Adiatuano, dei Vocati e dei Tarusati, battuti in due successive battaglie. Oltre a queste, altre tribù si arresero per il solo timore di essere attaccate: i Tarbelli, i Bigerrioni, i Ptiani, gli Elusati, i Gati, gli Ausci, i Garonni, i Sibuzati ed i Cocosati.
La Gallia Aquitania divenne provincia romana attorno al 50 a.C., ed insieme all'intera Gallia, andò, via via, romanizzandosi attraverso la costruzione di nuove città, strade ed acquedotti, con la fusione delle due culture in un'unica. Ne nacque un sincretismo che diede vita a quella cultura gallo-romana che in seguito verrà assimilata anche dagli invasori Franchi e su cui germoglierà il Sacro Romano Impero di Carlo Magno. Ottanta anni dopo la conquista, Claudio, nato significativamente a Lugdunum, permise ai senatori di origine gallica di confluire nel Senato, formalizzando un'integrazione oramai compiuta. Augusto nel frattempo aveva diviso la Gallia in diverse province: oltre alla preesistente Narbonense, vennero istituite le province di Aquitania, Lugdunense e Belgica.

### Occupazione dei Visigoti

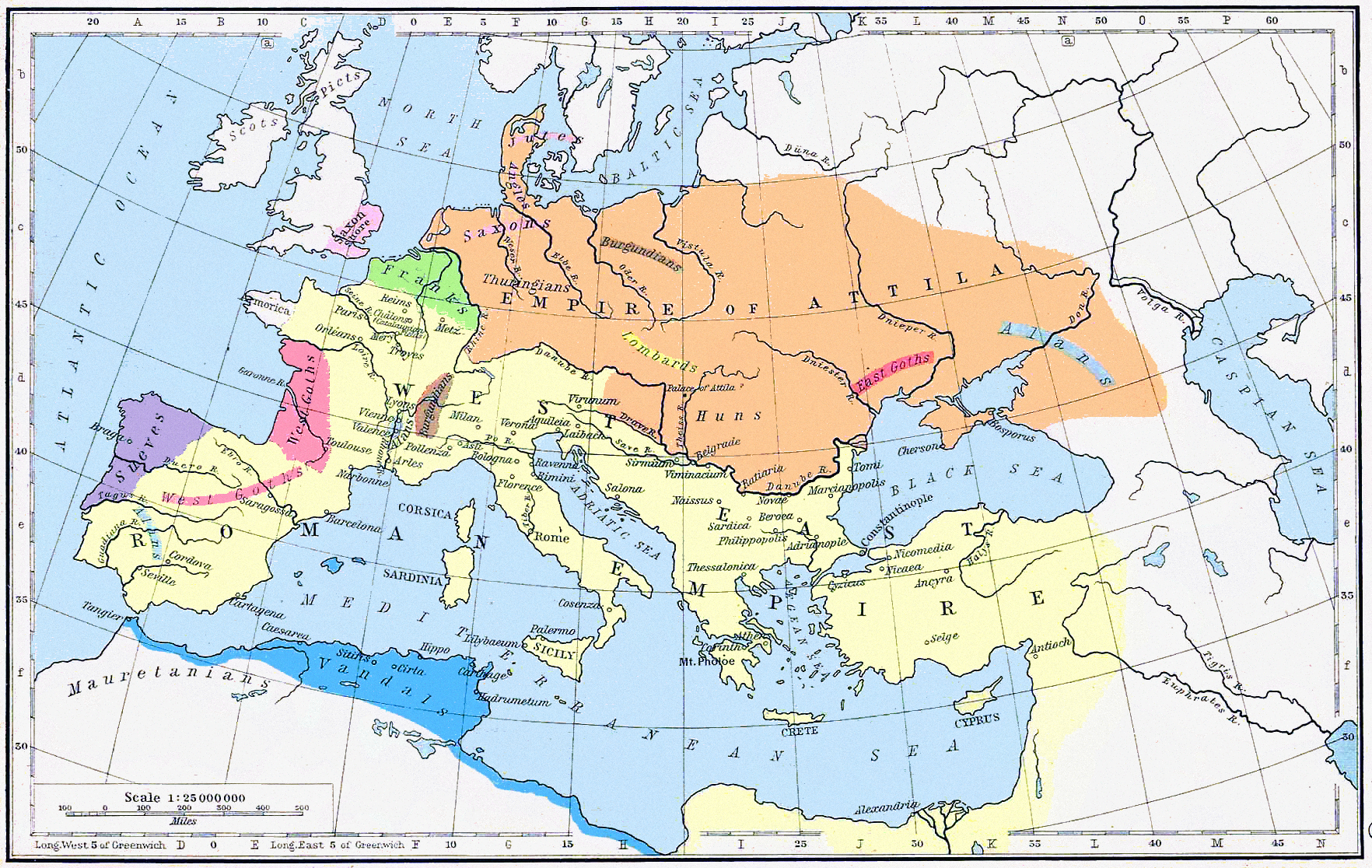
Cartina dell'Europa e dell'area mediterranea, dove sono messe in evidenza le popolazioni germaniche all'interno dell'impero romano. In rosa i Visigoti dell'Aquitania.

I primi a passare per questi territori furono, nel corso del triennio 406-409, le popolazioni di Vandali, Alani e Suebi, le quali, dopo aver attraversato il fiume Reno, andarono poi ad occupare i territori della provincia d'Hispania. Seguirono i Visigoti che, nella primavera del 412, passando per la via militare che da Torino portava al fiume Rodano, attraversarono il Colle del Monginevro e, una volta giunti in Gallia, si stabilirono tra la Provenza e l'Aquitania. Il loro re, Ataulfo, in un primo tempo, appoggiò l'usurpatore Giovino, poi strinse un patto con Onorio: in cambio di rifornimenti, terre ed oro, gli avrebbe consegnato l'usurpatore ed avrebbe liberato Galla Placidia, sorella di Onorio fatta prigioniera durante il Sacco di Roma del 410. Pochi anni più tardi, nel 415, il nuovo re, Walia siglò un trattato di pace con il generale Flavio Costanzo; in cambio di 600 000 misure di grano e del territorio della regione d'Aquitania, dai Pirenei alla Garonna, i Visigoti, in qualità di foederati dell'Impero, si impegnavano a combattere in nome dei Romani i Vandali, gli Alani e i Suebi.
Nel 416 i Visigoti invasero l'Hispania, dove tra il 416 ed il 418 distrussero i Vandali Silingi e sconfissero gli alani così duramente che rinunciarono di eleggere il successore del defunto re Addac e si posero sotto il governo di Gunderico, re dei vandali Asdingi, che da allora ebbe il titolo di reges vandalorum et alanorum. E quando, nel 418, si accingevano ad attaccare i Vandali asdingi e i Suebi che si trovavano in Galizia, Costanzo li richiamò in Gallia, permettendo ai Visigoti di stanziarsi nella Valle della Garonna, in Aquitania (l'Aquitania secunda, la zona di Tolosa). Questa donazione venne probabilmente fatta con il contratto di hospitalitas, l'obbligo di ospitare i soldati dell'esercito. La scelta dell'Aquitania come luogo di stanziamento dei Visigoti sembra motivata da ragioni di carattere strategico: infatti era un luogo poco distante sia dalla Spagna occupata in parte dai Barbari, sia dalla Gallia nord-occidentale, dove si erano rivoltati i gruppi autonomisti Bagaudi. Il primo insediamento formò il nucleo del futuro regno visigoto che si sarebbe espanso fin oltre i Pirenei. Walia stabilì la propria corte a Tolosa, che divenne così la capitale visigota per il resto del quinto secolo. Poi, durante il prosieguo del V secolo, i possedimenti dei Visigoti oltre all'Aquitania e alla Provenza si estesero anche alla parte settentrionale della Penisola Iberica.
Va però precisato che la parte orientale dell'Aquitania, corrispondente grossomodo all'Alvernia (con la città di Clermont-Ferrand), venne conquistata dai Visigoti solo negli anni 470, sotto Eurico.

## Geografia politica ed economica
La Gallia Aquitania fiorì durante l'Impero romano. Una delle vie dello stagno passava dalla Cornovaglia attraverso Bretagna, fino a Bordeaux, Tolosa e poi Narbona. I Romani per primi piantarono l'albero della vite nella provincia, e molti coloni, tra cui numerosi artigiani di Arretiusm portarono alla costruzione di numerose officine specializzate in ceramica sigillata a Condatomagos (La Graufesenque, presso Millau) ed a Lusonum (Lezoux, presso Thiers). La loro qualità e quantità della loto produzione permisero di esportare questi prodotti in tutta la Gallia, la Britannia, Italia e le due province di Germania superiore ed inferiore.
I principali centri in Gallia Aquitanie erano: Burdigala (Bordeaux), Vesuna (Périgueux); Mediolanum Santonum (Saintes), Divona Cadurcorum (Cahors), Limonum (Poitiers), Avaricum (Bourges), Augustonemetum (Clermont-Ferrand), Aginnum (Agen), Augustoritum (Limoges), Iculisma (Angoulême), Aquae Tarbellicae (Dax), ecc.
Come tutte le province della Gallia, le campagne furono ampiamente utilizzate da proprietari di grandi ville e piccoli agricoltori. Sappiamo che la città di Burdigala attorno alla metà del III secolo contava, tra i 20 000 ed i 25 000 abitanti.